# Henrique I de Portugal
Henrique I (Lisboa, 31 de janeiro de 1512 – Almeirim, 31 de janeiro de 1580), apelidado de "o Casto" e "o Cardeal-Rei", foi o Rei de Portugal e Algarves de 1578 até sua morte, além de Inquisidor Mor e cardeal da Igreja católica desde 1545. Era o quinto filho do rei Manuel I e sua segunda esposa Maria de Aragão e Castela, tendo servido entre 1562 e 1568 como regente de seu sobrinho-neto o rei Sebastião.

## Biografia

### Nascimento e infância
D. Henrique nasceu a 31 de janeiro de 1512, quinto filho varão de D. Manuel I (com quem se parecia nas feições) e sua segunda mulher D. Maria de Aragão e Castela. Era, portanto, irmão mais novo daquele que viria a ser o rei D. João III.
No dia em que nasceu, apesar de tal não acontecer habitualmente, caiu em Lisboa muita neve, facto que serviu aos "investigadores dos futuros" para traçarem horóscopos preconizando um temperamento virtuoso e candura de espírito. Foi baptizado pelo Bispo de Coimbra, D. Jorge de Almeida.
Estudou, com esmero, Latim, Grego, Hebraico, Matemática, Filosofia e Teologia, e cavalgava bem.

### Vida religiosa

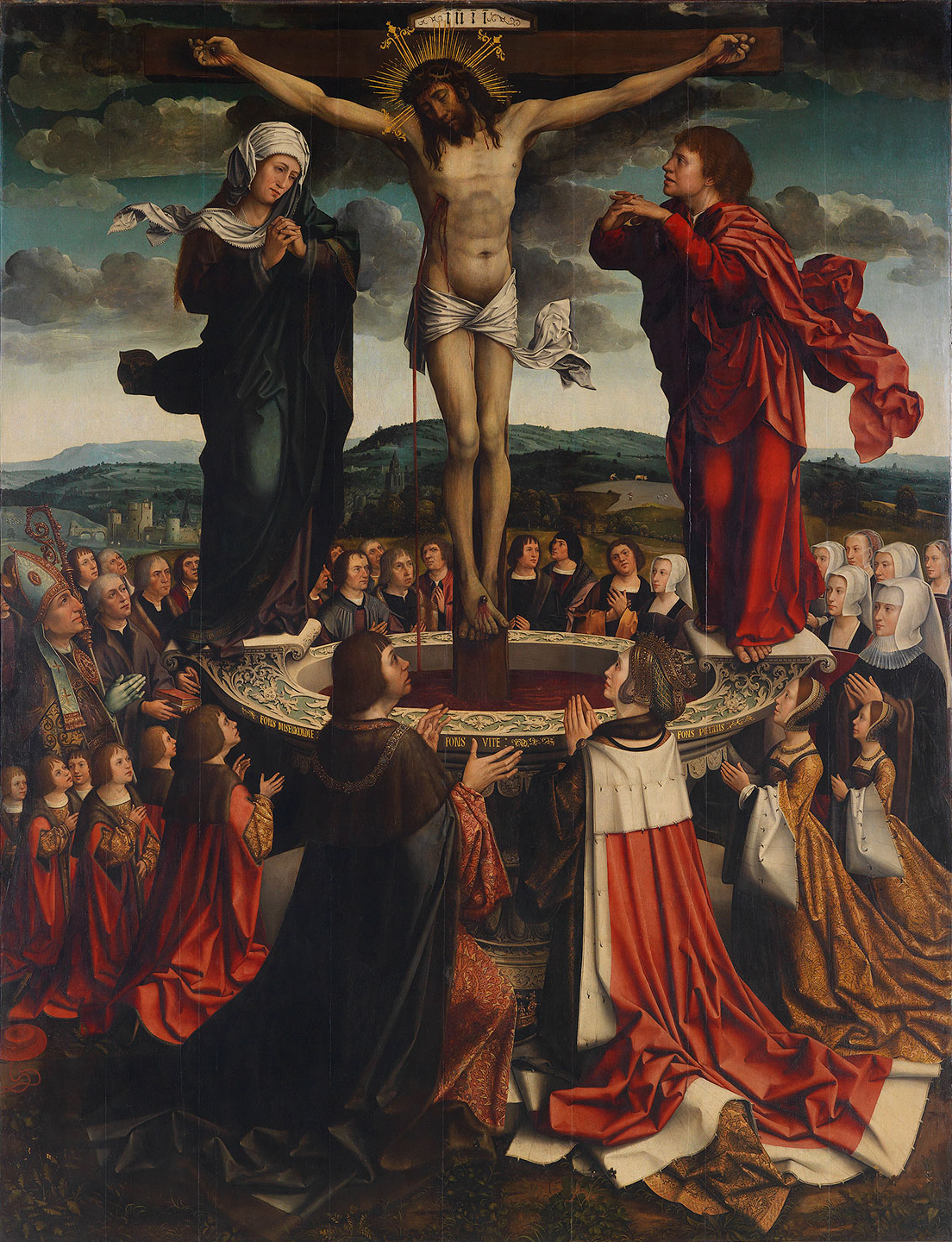
Em redor da fonte, alegoria da Eucaristia, ajoelhado em primeiro plano D. Manuel, e à sua esquerda, os seus seis filhos nascidos do casamento com D. Maria de Aragão
Fons Vitae, na Igreja da Misericórdia do Porto

Como se compreende, enquanto Infante de Portugal, não era esperado de D. Henrique que subisse ao trono.
Aos catorze anos, Henrique recebeu o sacramento da ordenação, para promover os interesses portugueses na Igreja Católica, na altura dominada pela Espanha. Ocupando primeiramente a dignidade de Dom Prior do Mosteiro de Santa Cruz de Coimbra, subiu cedo na hierarquia da Igreja, tendo sido rapidamente Arcebispo de Braga, primeiro Arcebispo de Évora, Arcebispo de Lisboa e ainda Inquisidor-mor até 1579 — nomeado pelo rei D. João III em 1539, aos 27 anos de idade — antes de receber o título de Cardeal (sendo portanto um cardeal-infante), com o título dos Santos Quatro Coroados (1546).
Não pelas suas mãos, mas com sua autorização dada ao frei Luís de Granada (dominicano) que editou em português uma obra sua, intitulada "Meditações e homilias sobre alguns mysterios da vida de nosso Redemptor, e sobre alguns logares do Santo Evangelho, que fez o Serenissimo e Reverendissimo Cardeal Infante D. Henrique por sua particular devoção" em Lisboa, editada por Antonio Ribeyro, em 1574. Esta obra, em português, visava substituir a palavra oral pela escrita, num esforço de chegar às recuadas aldeias onde dificilmente chegava, pela escassez de religiosos conhecedores do latim. Foram publicadas em latim pelos jesuítas em 1576 e depois em 1581.
Participou do conclave de 1549–1550, que elegeu ao Papa Júlio III e dos conclaves de abril e maio de 1555, nestes chegou a ser apontado como um dos favoritos a suceder no trono de São Pedro.
O seu irmão João III de Portugal pediu ao cunhado, o imperador Carlos V que favorecesse a ascensão do seu irmão ao sólio pontifício, através da compra dos votos do Colégio dos Cardeais. Porém, não participou dos conclaves de 1559, 1565-1566 e de 1572.
Henrique, mais do que ninguém, empenhou-se em trazer para Portugal a Ordem dos Jesuítas, tendo utilizado os seus serviços no Império Colonial.

#### Conclave
- Conclave de 1549–1550 - Participou
- Conclave de abril de 1555 - Participou
- Conclave de maio de 1555 - Participou
- Conclave de 1559 - Participou
- Conclave de 1565–1566 - Não Participou
- Conclave de 1572 - Não Participou

### Regente e rei
Quando João III de Portugal morreu, muitos discordavam da atribuição do poder da regência a Catarina de Áustria, irmã de Carlos I de Espanha. Henrique sucedeu assim à sua cunhada em 1562, servindo como regente para Sebastião I, seu sobrinho de segundo grau, até este assumir o trono (1568).
Após a desastrosa Batalha de Alcácer-Quibir em 1578, depois de receber a confirmação da morte do rei, no Mosteiro de Alcobaça, acabou por suceder ao sobrinho-neto. Henrique renunciou então ao seu posto clerical e procurou imediatamente uma noiva por forma a poder dar continuidade à dinastia de Avis, mas o papa Gregório XIII, que era um familiar dos Habsburgos que eram pretendentes ao trono de Portugal, não o libertou dos seus votos.
Foi aclamado Rei na Igreja do Hospital Real de Todos os Santos, no Rossio, sem grandes festejos, assumindo o estilo incomum de "Sua Alteza Real, o Rei", dispensando o comum para monarcas de "Sua Majestade". Caber-lhe-ia resolver o resgate dos muitos cativos em Marrocos.

### Morte e crise de 1580
“Que o cardeal-rei dom Henrique
Fique no Inferno muitos anos
Por ter deixado em testamento
Portugal, aos castelhanos”

— Quadra popular
Mesmo com o sério problema da sucessão em mãos, D. Henrique nunca aceitou a hipótese de nomear o Prior do Crato, outro seu sobrinho, herdeiro no trono, pois não reconhecia a legitimidade de D. António. Por consequência, após a sua morte, de facto D. António subiu ao trono mas não conseguiu mantê-lo, perdendo-o para seu primo Filipe II de Espanha, na batalha com o duque de Alba.

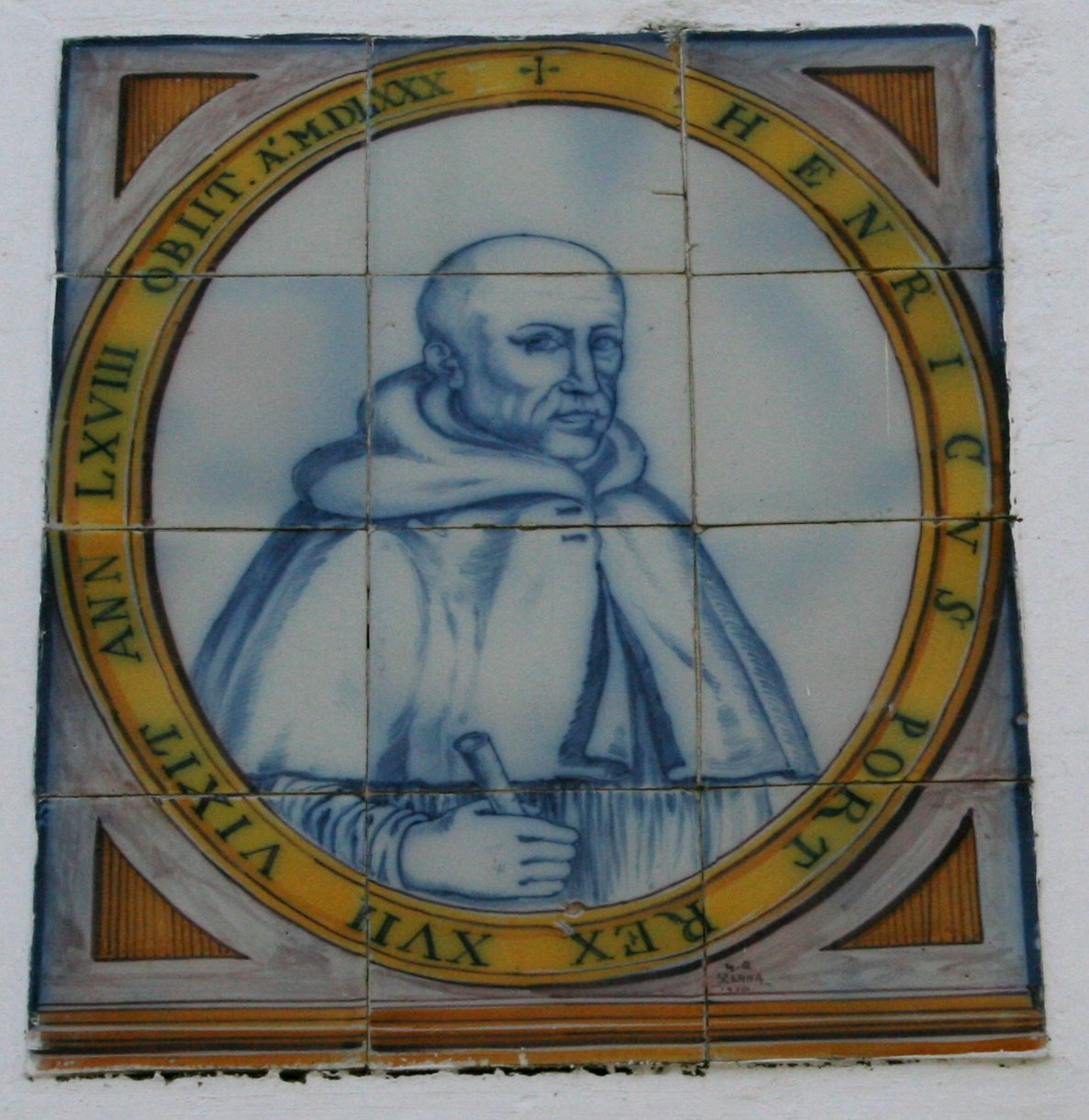
Painel de azulejos representando o cardeal D. Henrique em Évora

O rei-cardeal morreu durante as Cortes de Almeirim de 1580, deixando uma Junta de cinco governadores na regência: o arcebispo de Lisboa Jorge de Almeida, João Telo, Francisco de Sá Meneses, Diogo Lopes de Sousa e João de Mascarenhas.
Em novembro de 1580, Filipe II de Espanha enviou o Duque de Alba para reivindicar o Reino de Portugal pela força. Lisboa caiu rapidamente e o rei espanhol foi aclamado rei de Portugal como Filipe I, com a condição de que o reino e seus territórios ultramarinos não se tornassem províncias espanholas.
Foi sepultado inicialmente em Almeirim, mas em 1582 o seu sobrinho Filipe II de Espanha transladou o seu corpo para o transepto da igreja do Mosteiro dos Jerónimos, em Lisboa. Encontra-se junto ao túmulo construído para Dom Sebastião, cuja sepultura foi também aí colocada por ordem de Filipe II.

## Títulos, estilos e honrarias

### Títulos e estilos
- 31 de janeiro de 1512 – 13 de abril de 1539: "Sua Alteza, o Infante Henrique de Portugal"
- 13 de abril de 1533 – 24 de setembro de 1540: "Sua Excelência Reverendíssima, o Senhor Arcebispo de Braga e Primaz das Espanhas"
- 24 de setembro de 1540 – 16 de dezembro de 1545: "Sua Excelência Reverendíssima, o Senhor Arcebispo de Évora"
- 16 de dezembro de 1545 – 21 de junho de 1564: "Sua Eminência Reverendíssima, o cardeal-infante D. Henrique, Arcebispo de Évora"
- 21 de junho de 1564 – 14 de novembro de 1569: "Sua Eminência Reverendíssima, o cardeal-infante D. Henrique, Arcebispo de Lisboa"
- 14 de novembro de 1569 – 15 de dezembro de 1574: "Sua Eminência Reverendíssima, o cardeal-infante D. Henrique"
- 15 de dezembro de 1574 – 4 de julho de 1578: "Sua Eminência Reverendíssima, o cardeal-infante D. Henrique, Arcebispo de Évora"
- 4 de julho de 1578 – 28 de agosto de 1578: "Sua Eminência Reverendíssima, o cardeal-infante D. Henrique"
- 28 de agosto de 1578 – 31 de janeiro de 1580: "Sua Alteza Real, o Rei"

O estilo oficial de D. Henrique enquanto Rei de Portugal: "Pela Graça de Deus, Henrique I, Rei de Portugal e dos Algarves, d'Aquém e d'Além-Mar em África, Senhor da Guiné e da Conquista, Navegação e Comércio da Etiópia, Arábia, Pérsia e Índia, etc."

### Honrarias
Enquanto monarca de Portugal, D. Henrique foi Grão-Mestre das seguintes Ordens:
- Ordem dos Cavaleiros de Nosso Senhor Jesus Cristo
- Ordem de São Bento de Avis
- Antiga, Nobilíssima e Esclarecida Ordem de Sant'Iago da Espada
- Antiga e Muito Nobre Ordem da Torre e Espada

## Na cultura popular
- Foi interpretado por Luís Vicente num episódio da série da RTP1, Ministério do Tempo (2017). Na história fantasiada, D. Henrique teria sido concebido como resultado de uma relação extra-conjugal entre a rainha D. Maria de Aragão e Castela e um cortesão, Ernesto Ochoa, que teria fugido para a actualidade, onde se tornou no Chefe de Segurança do Ministério do Tempo.